# Athyrium flexile
Athyrium flexile is een varen uit de wijfjesvarenfamilie (Athyriaceae). Het is een soort die endemisch is in Schotland.

## Naamgeving
- Synoniem: Athyrium distentifolium var. flexile

- Engels: Newman's Lady-fern

## Kenmerken
Athyrium flexile lijkt zeer sterk op de zustersoort Athyrium distentifolium, zodat vele botanici ze als een variëteit (var. flexile) van deze laatste beschouwen. A. distentifolium komt in gebergtes over heel Europa voor. De verschillen zijn relatief: A. flexile blijft gemiddeld kleiner, maar heeft meer bladen en produceert meer sporen dan A. distentifolium. Ook bij het prothallium zijn er verschillen te vinden.
De oorzaak is een mutatie van één enkel gen, met effecten op zowel de sporofyt- als de gametofyt-fase van de varen (pleiotropie).

## Voorkomen
Athyrium flexile is een zeldzame varen, slechts bekend van vier plaatsen in het Cairngorm-gebergte in de Schotse Hooglanden, op puinhellingen van silicaatgesteente (graniet, kwartsiet), waar alpiene of arctische omstandigheden heersen en de planten gedurende zes of zeven maanden per jaar onder sneeuw bedolven zijn.